# 瑞穂斎場

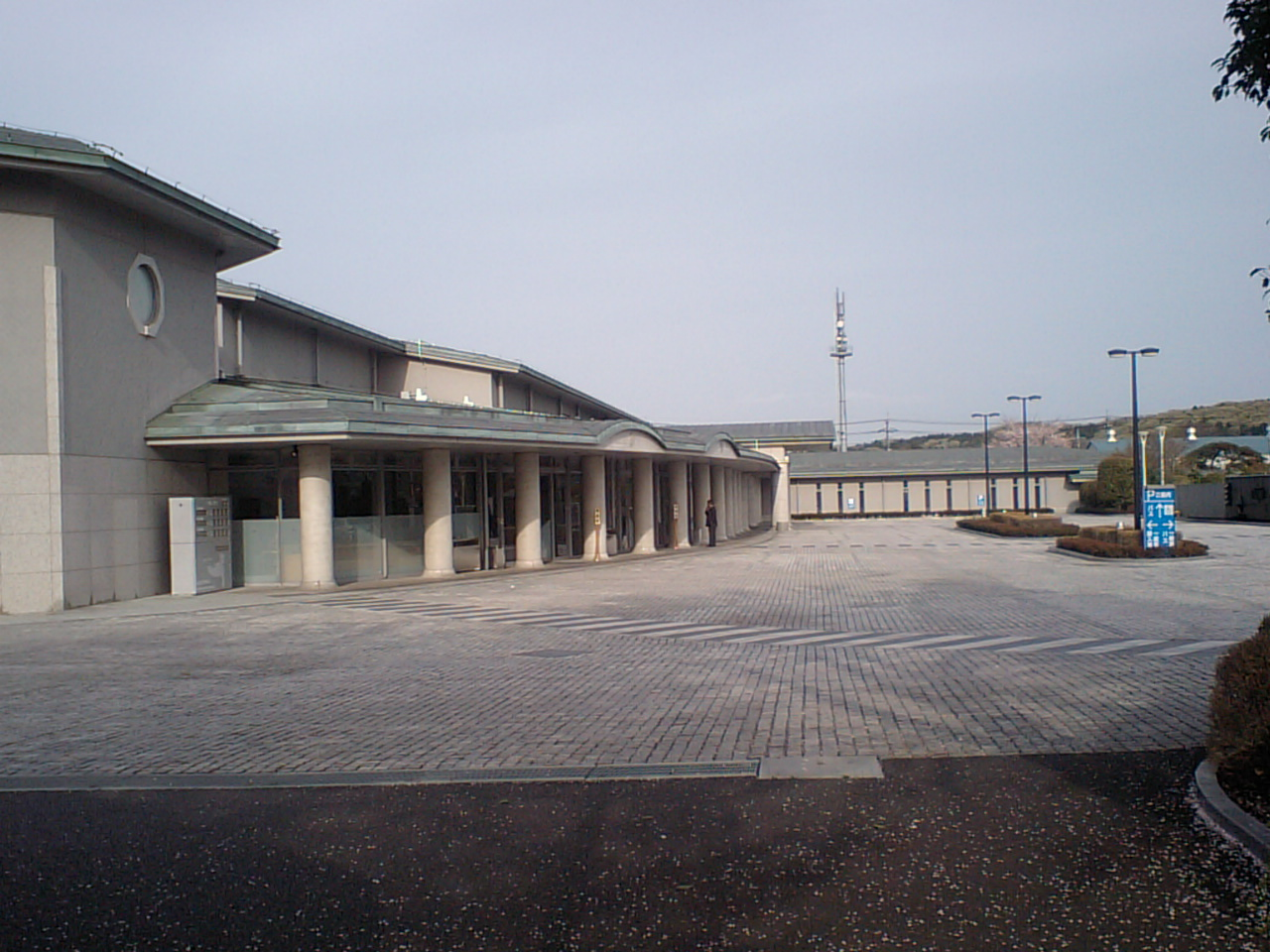
瑞穂斎場

瑞穂斎場（みずほさいじょう）は東京都西多摩郡瑞穂町にある一部事務組合瑞穂斎場組合が運営する公営斎場で火葬場を併設している。かつては狭山火葬場と称していた。都市計画法に基づく都市計画事業（都市施設）名称は、「福生都市計画火葬場第1号瑞穂斎場組合」（2000年に名称変更）である。

## 所在地
- 〒190-1204 東京都西多摩郡瑞穂町富士山栗原新田244

## 組合構成市町
- 瑞穂町
- 福生市
- 羽村市
- 埼玉県入間市
- 武蔵村山市

※構成市町は東京都と埼玉県にまたがっている。都道府県を越えての一部事務組合の設置は全国的にもめずらしい。

## 休館日
1月1日 - 1月3日
- 基本的に友引も営業するが、メンテナンスの為に月2回程度友引に臨時休館する。（友引に火葬をする場合は問い合わせが必要）

## 施設概要
すべての施設を平面的に配置し、段差を極力なくすなど、ユニバーサルデザインの手法を用いた設計となっている。
- 火葬炉 8基（LPガス）
- 収骨室 3室
- 保管室 4室
- 待合室 10室
- 式場 3室
  - 大式場 150名、中式場  70名、小式場  40名
- 売店喫茶 ゆにわ（瑞穂町社会福祉協議会による運営）
- 駐車場
  - 乗用車 250台、マイクロバス 10台

## 歴史
- 1936年4月24日株式会社積善社火葬場が埼玉県入間郡元狭山村栗原新田に開業。
  - 当時の東京府・埼玉県境に隣接していた。
- 1952年2月 瑞穂町、福生町（現・福生市）、西多摩村（現・羽村市）の二町一村で積善社火葬場を買収。
- 1952年11月10日 狭山火葬場組合設立（瑞穂町、福生町、西多摩村）
- 1958年10月15日 瑞穂町と元狭山村（一部）が合併し、所在地が東京都西多摩郡瑞穂町富士山栗原新田となる。
- 1971年 先代火葬棟が竣工（火葬炉 5基[重油]）
- 1971年7月 入間市が組合に加入
- 1980年 斎場棟（式場）が竣工
- 1987年11月17日 「福生都市計画火葬場第1号狭山火葬場組合」として都市計画決定
- 1989年5月 名称を瑞穂斎場組合に変更
- 1989年頃 先代火葬棟の無煙化
- 2002年10月 現在の施設が竣工（火葬炉 6基 LPガス）
- 2005年10月 武蔵村山市が組合に加入
- 2007年 火葬炉2基と待合室3室を増設

## 交通
鉄道
- 八高線 箱根ケ崎駅からタクシーで5分

自動車
- 国道16号瑞穂バイパス｢瑞穂斎場入口｣交差点からすぐ
- 首都圏中央連絡自動車道・青梅インターチェンジから新宿方面へ10分
- 関越自動車道・川越インターチェンジより国道16号を八王子方面へ40分
- 中央自動車道・八王子インターチェンジより国道16号をさいたま方面へ50分

バス
- 箱根ヶ崎駅東口より西武バス・瑞穂町コミュニティバス、「駒形富士山」下車徒歩10分
- 箱根ヶ崎駅西口より瑞穂町コミュニティバス、「岩蔵街道入口」下車徒歩10分
- 入間市駅（西武池袋線）より西武バス、「駒形富士山」下車徒歩10分
- 立川駅北口より立川バス、「岩蔵街道入口」下車徒歩10分
- 青梅駅（青梅線）・河辺駅（青梅線）・花小金井駅（西武新宿線）・東大和市駅（西武拝島線）より都営バス、「箱根ヶ崎三丁目」下車徒歩10分